# Trusen
Trusen ist ein Teil des Ortsteiles Trusetal der Stadt Brotterode-Trusetal im Landkreis Schmalkalden-Meiningen in Thüringen.

## Lage
Trusen befindet sich im nordwestlichen Thüringer Wald im Tal der Truse zwischen dem westlich gelegenen Saarkopf und dem östlich gelegenen Baiersberg. Mit dem nördlich anschließenden Herges-Auwallenburg bildet Trusen den Ort Trusetal. Die Landesstraße 1024 führt von Brotterode kommend nach Breitungen/Werra.

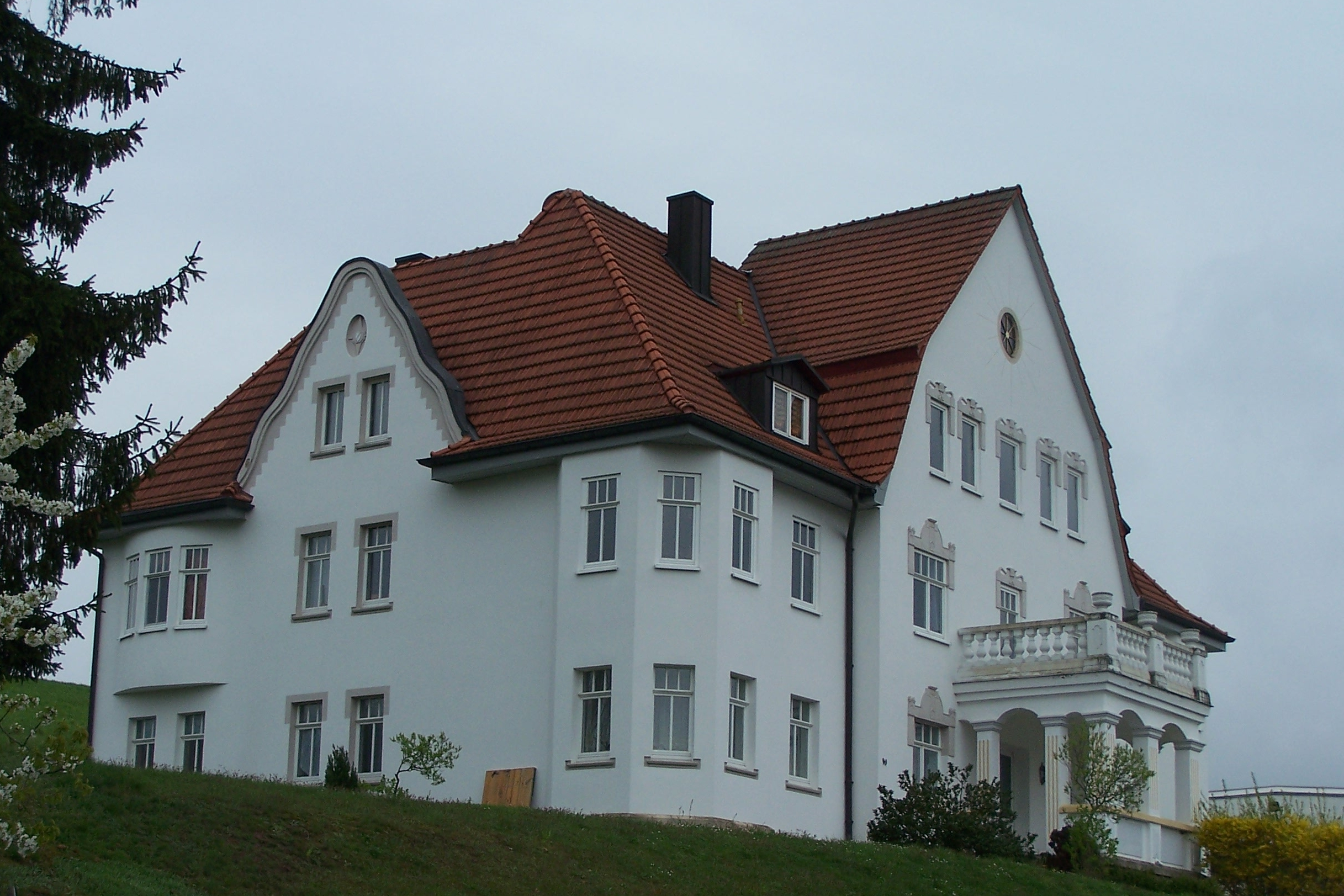
Fabrikantenvilla in der Ortslage Trusen

## Geschichte
Trusen wurde erstmals 1057 urkundlich erwähnt. Der Ort gehörte über Jahrhunderte zum Amt Herrenbreitungen in der hessischen Herrschaft Schmalkalden und kam erst 1944 zu Thüringen.
Am 1. Juli 1950 entstand durch Zusammenschluss der Orte Herges-Auwallenburg, Trusen, Elmenthal und Laudenbach die Gemeinde Trusetal, in die 1994 Wahles eingemeindet worden ist. Trusetal ging dann 2011 mit Brotterode-Trusetal auf.